# Djurgårdens IF

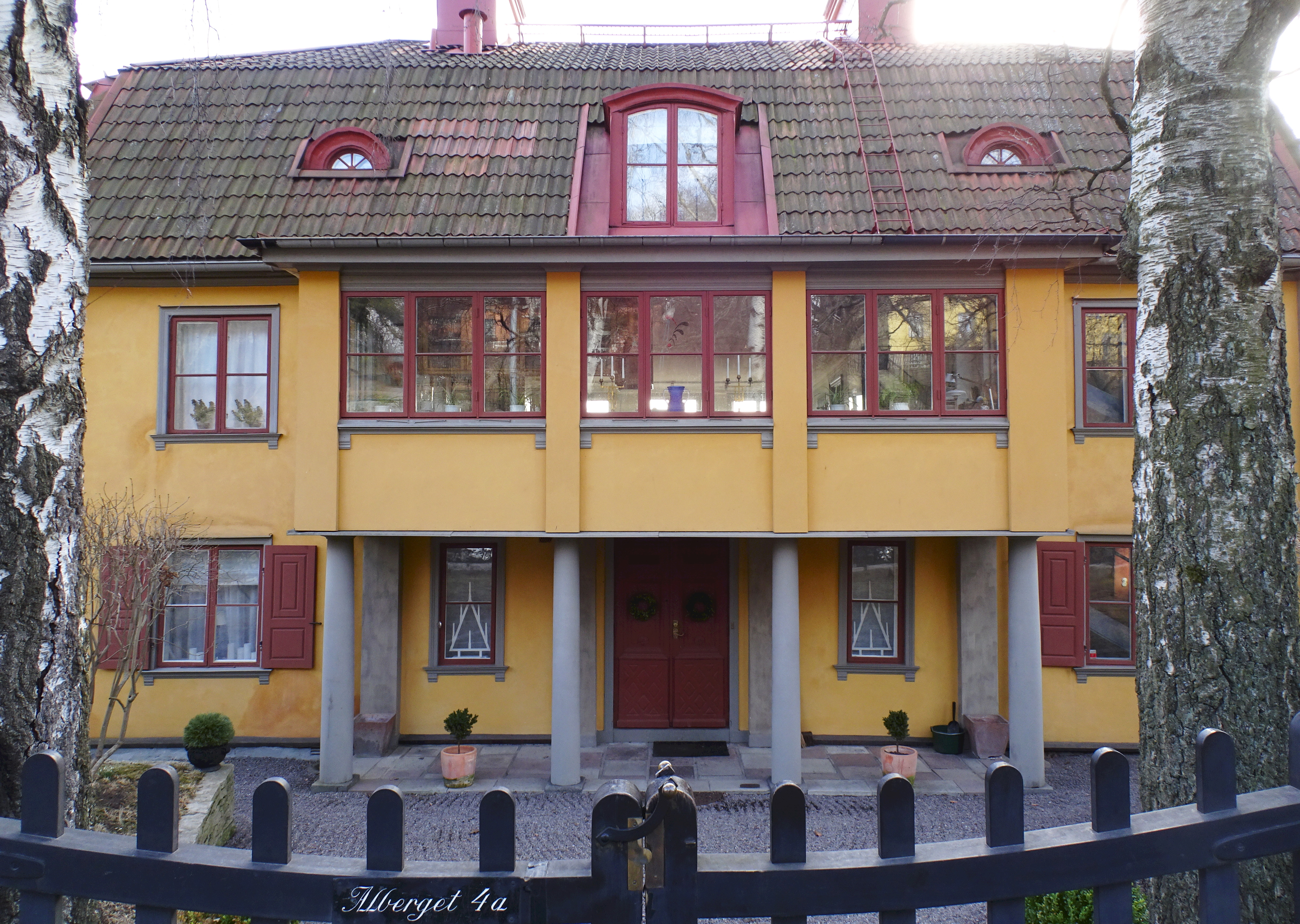
Alberget 4A, Djurgårdsvägen 124.

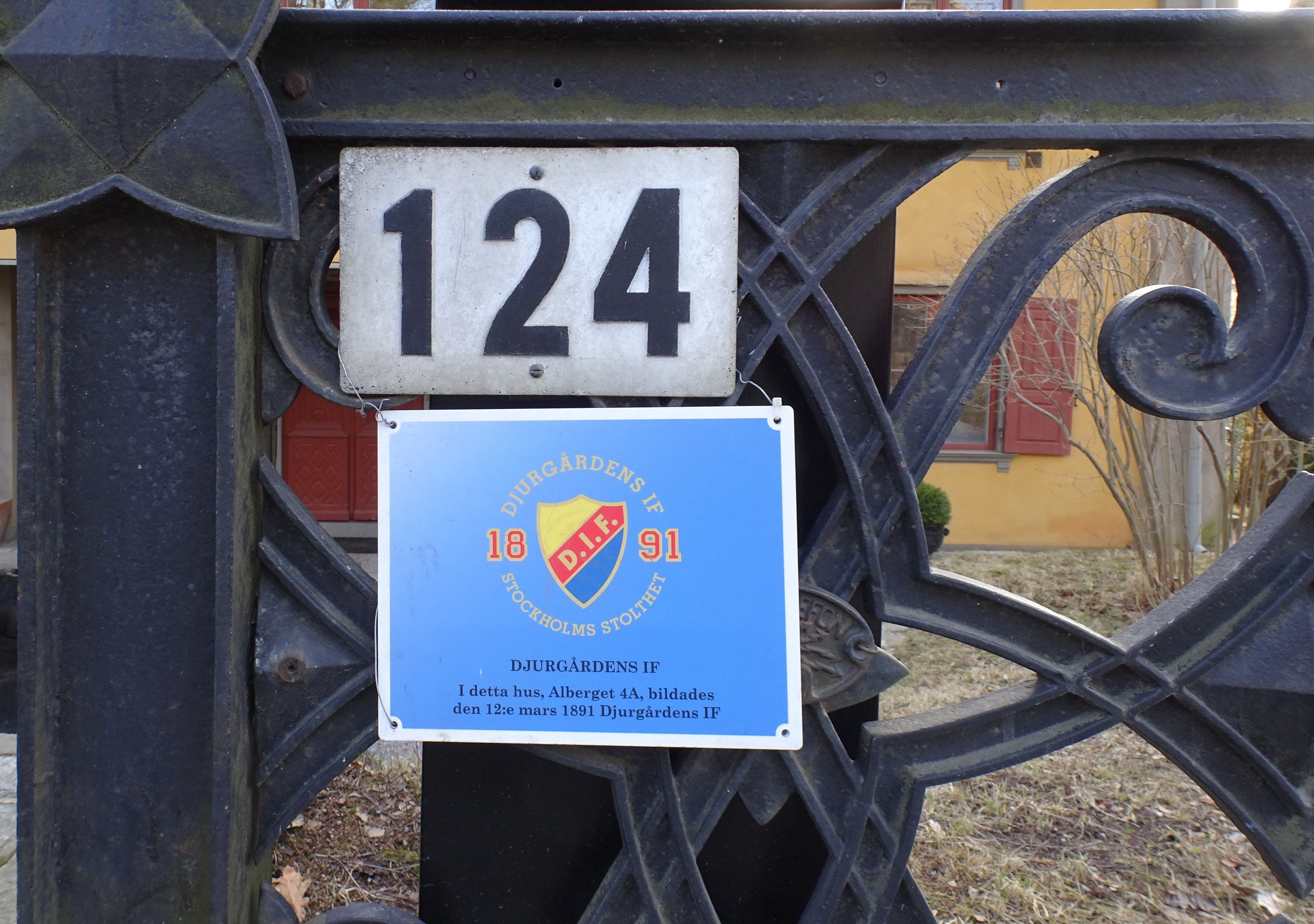
Alberget 4A, här bildades Djurgårdens IF den 12 mars 1891.

Djurgårdens Idrottsförening även kallat Djurgårdens IF, förkortat DIF eller i folkmun Djurgår'n är en svensk idrottsförening som grundades på Djurgården i Stockholm den 12 mars 1891 av cirka 20 ungdomar. Djurgården är en flersektionsförening. Den mest framgångsrika sektionen är boxningssektionen, räknat i antal SM-guld, medan de massmedialt mest följda kan vara sektionerna för fotboll respektive ishockey. Sedan 1991 är föreningen en alliansförening. Ordförande är sedan 2019 Andreas von der Heide.

## Historik

### Grundandet av föreningen – Kåkstadens söner sluter förbund
I Stockholm befanns i slutet av 1800-talet förlagt hos det Norska Gardet, som med sina uppvisningar i backhoppning på skidor inspirerade ett antal ungdomar på Djurgården att bilda en kamratklubb. På vintern tävlade man på hemmagjorda, primitiva skidor; på somrarna ägnade man sig åt kapprodd (med vanliga ekor) samt löpning, hopp och kast.
Man fick dock inte någon ordentlig ordning på aktiviteterna förrän den 22-årige John G. Jansson tillsammans med ett dussin kamrater den 12 mars 1891 bildade Djurgårdens IF på ett (numera försvunnet) kafé med adressen Alberget 4A (nuvarande Djurgårdsvägen 124) på Djurgården. Grundandet av Djurgården kallas i jubileumsboken Djurgårdens IF 100 År för  Kåkstadens söner sluter förbund. Det här då kamraterna som bildade föreningen bodde i "kåkstaden" och hamnkvarteren Djurgårdsstaden där merparten av killarna arbetade inom sjöfartsindustrin. John G. Jansson hade ett så kallat manschettyrke och arbetade på kontor på rederiet Neptunbolaget. I övrigt hade många tunga sjöfartsyrken som iläggare, eldare, maskinskötare och sjömän. Det bestämdes att medlemmarna måste vara Djurgårdsbor, eller ha bott på Djurgården någon gång under sin livstid. Under hösten 1892 gick östermalmsklubben Stockholms Östra IK upp i Djurgårdens IF med villkoret att man ändrade stadgarna så att även andra än personer boende på Djurgården tilläts bli medlemmar.
De flesta av medlemmarna kom från arbetarklassen och föreningen fortsatte att vara en relativt utpräglad arbetarförening under sina första årtionden.

### Anläggningar under 1900-talets första decennier
1899 invigdes Idrottsparken på Norra Djurgården där Stockholms Stadion senare byggdes. Intill invigdes Östermalms IP 1906. De här två arenorna användes fram till 1910 då Stadion började byggas. Under åren 1911 till 1935 arrenderade Djurgårdens IF Tranebergs idrottsplats,  för fotboll men denna fick de sedan lämna tillbaka till Stockholms stad för bebyggelse. Under åren på Traneberg spelades dock en del matcher fortsatt på Stadion.  Fotbollsaktiviteterna förflyttades helt och hållet hösten 1936 till Stockholms Stadion.
Man förfogade från 1890-talets mitt till och med 1936 över en egen skidbacke i Saltsjöbaden.

### SM-guld
År 1897 erövrade Djurgårdens IF sitt första SM-guld genom kulstötaren Gustaf Söderström, guldet gällde kulstötning med bägge händerna. Sedan dess har Djurgården samlat på sig  475 SM-titlar i 25 olika sporter.  Boxningsföreningen har 112 SM-guld bara för sig, brottningen 52 och fäktningen 47. Med 16 SM-guld är Djurgårdens IF mesta mästare i ishockey. Med tolv SM-guld ligger Djurgårdens IF på delad fjärdeplats över antalet SM-guld i fotboll. Djurgårdens IF vann 1912 SM-guld i både fotboll och bandy ("vinterns fotboll") samma år, en bedrift som endast AIK kunnat upprepa. Djurgårdens Damhockey vann sitt historiskt första SM-guld 2017 i ishockey.
Djurgårdens IF är den starkaste flersektionsföreningen i Storstockholm.
År 2022 har Djurgårdens IF 475 SM-guld totalt fördelat på 25 sektioner. I juli 2019 vann DIF även två guld i beach soccer, herrar och damer, men dessa räknas ej som officiella guld enligt förbundet.
Djurgårdens IF:s 475 SM-titlar är fördelade på följande sektioner:
- Bandy 2[9]
- Bob 4[10]
- Bordtennis 38[11]
- Bowling 4[10]
- Boxning 112[12]
- Brottning 52[10]
- Cykel 3[13]
- Fotboll, damer 2[14]
- Fotboll, herrar 12[15]
- Friidrott 39[10]
- Fäktning 47[16][17][18][19][20][21][22][23][24]
- Gång 6[10]
- Ishockey, herrar 16[25]
- Ishockey, damer
 1
- Innebandy 2[26]
- Skidor 61[27][28][29][30]
- Skidor alpint 15[31][32][33]

- Skridskor 1[10]
- Tennis 10[10]
- Velodromcykel 4[34]

## Sektioner

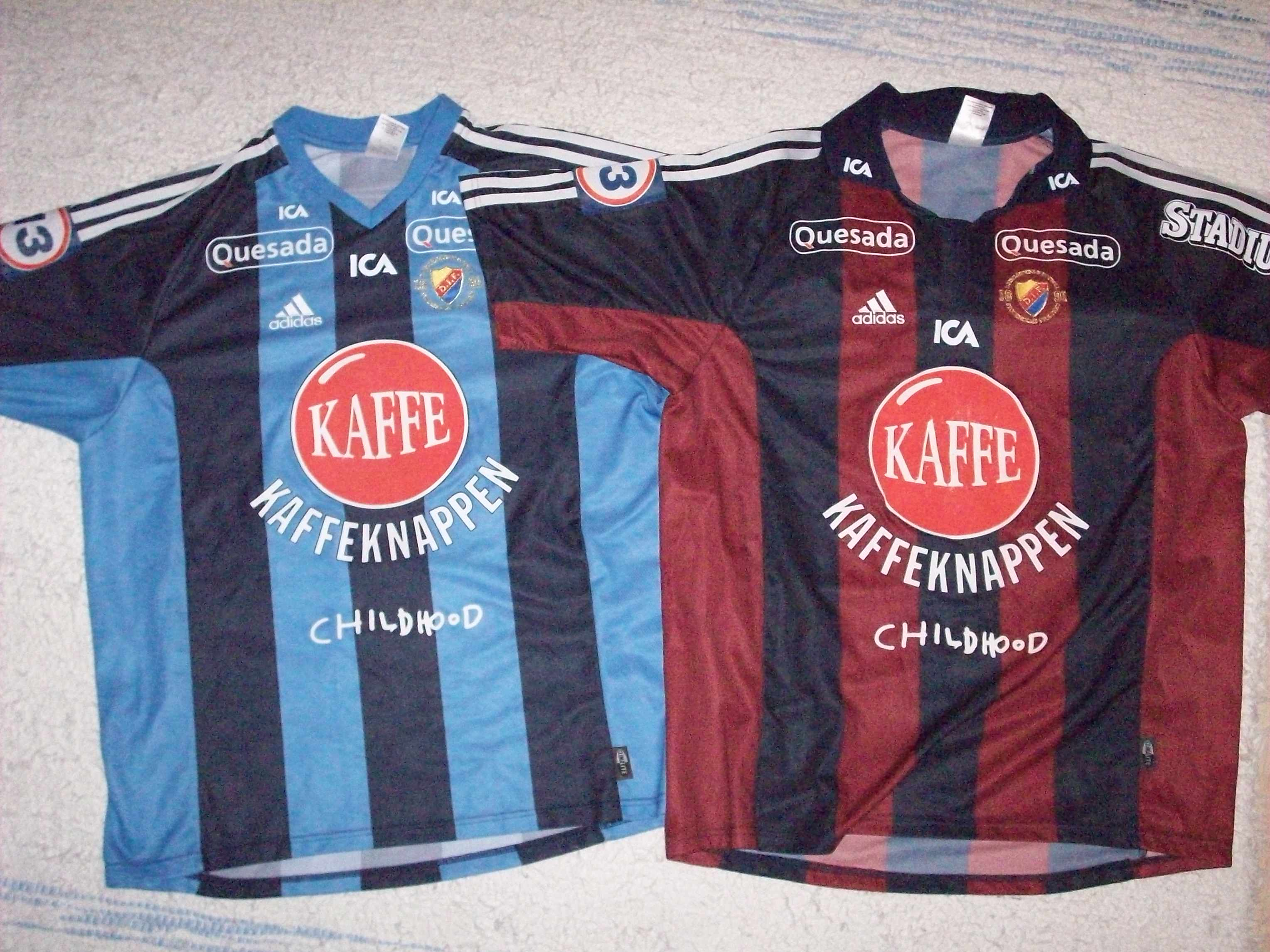
Två av Djurgårdens IF fotbolls officiella tröjor genom åren.

Djurgårdens IF ombildades 1991 till en alliansförening, där samtliga idrotter fick bilda egna föreningar, med eget ekonomiskt och sportsligt ansvar, men med samma symboler och färger. Idag finns det aktiva föreningar. Djurgårdens IF är Sveriges största alliansförening sett till antalet medlemmar för samtliga sektioner. 2020 uppgick det totala antalet medlemmar i samtliga föreningar till 27 217  där Djurgårdens IF Fotboll har flest medlemmar inom alliansföreningen med 17 022 medlemmar . 
- Alpint - Djurgårdens IF Alpinförening
- Amerikansk fotboll - Djurgårdens IF Amerikansk Fotboll
- Bandy - Djurgårdens IF Bandyförening
- Basket - Djurgårdens IF Basketförening [39]
- Bordtennis - Djurgårdens IF Bordtennisförening
- Boule - Djurgårdens IF Bouleförening
- Bowling - Djurgårdens IF Bowlingförening
- Boxning - Djurgårdens IF Boxningsförening
- Brottning - Djurgårdens IF Brottningsförening
- Cricket - Djurgårdens IF Cricketförening
- Cykling - Djurgårdens IF Cyklingsförening
- Friidrott - Djurgårdens IF Friidrottsförening
- Fotboll, 3 sektioner:
  - Djurgårdens IF Damfotboll
  - Djurgårdens IF Fotboll
  - Djurgårdens IF Handikappfotbollförening
- Futsal - Djurgårdens IF Futsal
- Fäktning - Djurgårdens IF Fäktförening
- Golf - Djurgårdens IF Golfförening
- Handboll - Djurgårdens IF Handbollsförening
- Innebandy - Djurgårdens IF Innebandyförening
- Ishockey, 2 sektioner
  - Djurgårdens IF Hockey
  - Djurgården Hockey Dam
- Kampsport - Djurgårdens IF Kampsportförening
- Konståkning - Djurgårdens IF Konståkningsförening
- Orientering - Djurgårdens IF Orienteringsförening
- Strandfotboll - Djurgårdens IF Strandfotboll
- Padeltennis - Djurgårdens IF Padel
- Skolidrott - Djurgårdens IF Skolidrott

Tidigare har DIF även haft andra sektioner. Föreningen hade exempelvis en framgångsrik backhoppningssektion under 1900-talets första hälft.

## Smeknamn
Anhängare och utövare inom Djurgårdens IF har flera smeknamn som till exempel Järnkaminerna, Blåränderna och Stockholms stolthet. 
- Järnkaminerna är ett smeknamn på Djurgårdens IF:s fotbollslag, som uppstod på 1960-talet då laget uppfattades spela en hård fotboll. Namnet sägs komma av utseendet på tröjorna, där särskilt bortatröjorna med mörkblå och röda ränder förde tankarna till kaminer av järn med galler och glödande insida. Numera används smeknamnet även inom ishockeyn och även inom de flesta sektioner. Nu för tiden är Järnkaminerna ett namn som används av Djurgårdens supportergrupp.
- Blåränderna används främst som smeknamn på Djurgårdens IF:s fotbollslag då tröjorna är just blårandiga, något de inte är i till exempel Ishockey.
- Stockholms stolthet används såväl inom Djurgårdens IF Fotboll som inom Djurgårdens IF Hockey. Det är främst inom de två tidigare nämnda sektionerna som smeknamnet används.
- Mesta Mästarna är det smeknamnet som oftast används på ishockeymatcher, då de har flest SM-tecken. Det kan även användas som smeknamn för föreningen då de är mesta mästarna i många andra sporter, samt topp 5 över SM-guld totalt i alla sporter tillsammans (457).

## Supportrar
Djurgårdens IF har supportergrupper som Järnkaminerna, tidigare "Blue Saints", och Djurgårdens Supporters Club. Även Sektion F är en slags supportergrupp. Sektion F har sitt ursprung i en sektion på Stockholms Stadion. Sektion F har en högre medelålder än klacken (Järnkaminerna) och är inte organiserad. Under senare år har det varit Järnkaminerna som tillsammans med Sektion F drivit på från läktarplats. Det finns även ett otal mindre grupperingar under Järnkaminerna ute i landet, såväl som på Åland.
Djurgårdens IF har även en officiell tifogrupp, Sofialäktaren Tifo, bildad 2013. Mellan säsongerna 2005 och 2012 fanns tifogruppen Fabriken Stockholm. Man har även en organiserad ultrasgrupp, Ultra Caos Stockholm, med tillhörande undergrupp Caos Kids. Inom ishockeyn har en grupp, som står på Aktiv sittplats, vid namn Blue Brigade växt fram.